# Discografia de Julia Michaels
A cantora e compositora americana Julia Michaels lançou quatro EPs, dezesseis singles (incluindo oito como artista convidada). Seus créditos de composição incluem 18 canções que entraram na Billboard Hot 100, dos quais dez alcançaram os 40 postos.

## EPs
| Julia Michaels                                                                     | - Lançamento: 20 de julho de 2010[carece de fontes?] - Gravadora: SA Trackworks           | —  | —  | —  | — | —  |
| Futuristic                                                                         | - Lançamento: 28 de abril de 2012[carece de fontes?] - Gravadora: Mighty Generation Music | —  | —  | —  | — | —  |
| Nervous System                                                                     | - Lançamento: 28 de julho de 2017 - Gravadora: Republic - Formato: Download digital       | 48 | 97 | 41 | 1 | 24 |
| Inner Monologue Part 1                                                             | - Lançamento: 24 de janeiro de 2019 - Gravadora: Republic - Formato: Download digital     | 99 | 43 | 45 | — | —  |
| "—" denota itens que não entraram nas tabelas ou não foram lançados no território. |                                                                                           |    |    |    |   |    |

## Singles

### Como artista principal
| Título                                                                             | Ano  | Melhores posições nas tabelas | Melhores posições nas tabelas | Melhores posições nas tabelas | Melhores posições nas tabelas | Melhores posições nas tabelas | Melhores posições nas tabelas | Melhores posições nas tabelas | Melhores posições nas tabelas | Melhores posições nas tabelas | Melhores posições nas tabelas | Certificações | Álbum              |
| Título                                                                             | Ano  | EUA                           | AUS                           | BEL (FL)                      | CAN                           | DIN                           | ITA                           | NOR                           | NZ                            | SUE                           | RU                            | Certificações | Álbum              |
| ---------------------------------------------------------------------------------- | ---- | ----------------------------- | ----------------------------- | ----------------------------- | ----------------------------- | ----------------------------- | ----------------------------- | ----------------------------- | ----------------------------- | ----------------------------- | ----------------------------- | --- | ------------------ |
| "Issues"                                                                           | 2017 | 11                            | 5                             | 8                             | 17                            | 3                             | 52                            | 3                             | 11                            | 11                            | 10                            | - RIAA: 3× Platina - ARIA: 3× Platina - BEA: Platina - BPI: Platina - FIMI: Platina - GLF: 4× Platina - IFPI DEN: 2× Platina - IFPI NOR: 3× Platina - MC: 2× Platina - RMNZ: Platina | Nervous System     |
| "Uh Huh"                                                                           | 2017 | —                             | 88                            | —                             | —                             | —                             | —                             | —                             | —                             | —                             | —                             | | Nervous System     |
| "Worst in Me"                                                                      | 2017 | —                             | —                             | —                             | —                             | —                             | —                             | —                             | —                             | —                             | —                             | | Nervous System     |
| "Hurt Somebody" (com Noah Kahan)                                                   | 2018 | —                             | 14                            | —                             | —                             | —                             | —                             | —                             | 29                            | 88                            | —                             | - ARIA: Platina | Hurt Somebody      |
| "Heaven"                                                                           | 2018 | —                             | —                             | —                             | 65                            | 24                            | —                             | 4                             | —                             | 23                            | 77                            | - IFPI NOR: Platina | Fifty Shades Freed |
| "Jump" (com participação de Trippie Redd)                                          | 2018 | —                             | —                             | —                             | —                             | —                             | —                             | —                             | —                             | —                             | —                             | | ASA                |
| "—" denota itens que não entraram nas tabelas ou não foram lançados no território. |      |                               |                               |                               |                               |                               |                               |                               |                               |                               |                               | |                    |

### Como artista convidada
| Título                                                                             | Ano  | Melhores posições nas tabelas | Melhores posições nas tabelas | Melhores posições nas tabelas | Melhores posições nas tabelas | Melhores posições nas tabelas | Melhores posições nas tabelas | Melhores posições nas tabelas | Melhores posições nas tabelas | Melhores posições nas tabelas | Melhores posições nas tabelas | Certificações | Álbum            |
| Título                                                                             | Ano  | EU                            | AUS                           | BEL (FL)                      | CAN                           | DEN                           | ITA                           | NOR                           | NLD                           | NZ                            | RU                            | Certificações | Álbum            |
| ---------------------------------------------------------------------------------- | ---- | ----------------------------- | ----------------------------- | ----------------------------- | ----------------------------- | ----------------------------- | ----------------------------- | ----------------------------- | ----------------------------- | ----------------------------- | ----------------------------- | --- | ---------------- |
| "Carry Me" (Kygo com participação de Julia Michaels)                               | 2016 | —                             | 77                            | —                             | —                             | —                             | —                             | 39                            | 81                            | —                             | 133                           | - MC: Ouro | Cloud Nine       |
| "Friends" (Remix) (Justin Bieber e BloodPop com participação de Julia Michaels)    | 2017 | —                             | —                             | —                             | —                             | —                             | —                             | —                             | —                             | —                             | —                             | | Single sem álbum |
| "I Miss You" (Clean Bandit com participação de Julia Michaels)                     | 2017 | 92                            | 20                            | 5                             | 50                            | 14                            | 75                            | 18                            | 10                            | 17                            | 4                             | - RIAA: Ouro - ARIA: 2× Platina - BEA: Platina - BPI: Platina - FIMI: Ouro - IFPI DEN: Ouro - MC: Ouro - RMNZ: Ouro | ASA              |
| "Coming Home" (Keith Urban com participação de Julia Michaels)                     | 2018 | —                             | 84                            | —                             | —                             | —                             | —                             | —                             | —                             | —                             | —                             | | Graffiti U       |
| "There's No Way" (Lauv com participação de Julia Michaels)                         | 2018 | —                             | 37                            | —                             | —                             | —                             | —                             | —                             |                               | —                             | —                             | | Single sem álbum |
| "—" denota itens que não entraram nas tabelas ou não foram lançados no território. |      |                               |                               |                               |                               |                               |                               |                               |                               |                               |                               | |                  |

### Singlespromocionais
| Título                                    | Ano  | Melhores posições nas tabelas | Melhores posições nas tabelas | Melhores posições nas tabelas | Melhores posições nas tabelas | Melhores posições nas tabelas | Melhores posições nas tabelas | Álbum          |
| Título                                    | Ano  | EUA Bub.                      | AUS                           | CAN                           | IRL                           | NZ Heat.                      | SUE Heat.                     | Álbum          |
| ----------------------------------------- | ---- | ----------------------------- | ----------------------------- | ----------------------------- | ----------------------------- | ----------------------------- | ----------------------------- | -------------- |
| "Help Me Out" (Maroon 5 e Julia Michaels) | 2017 | 18                            | 83                            | 80                            | 86                            | 3                             | 8                             | Red Pill Blues |

## Outras canções
| Título                                                             | Ano  | Melhores posições nas tabelas | Melhores posições nas tabelas | Melhores posições nas tabelas | Melhores posições nas tabelas | Melhores posições nas tabelas | Álbum        |
| Título                                                             | Ano  | AUS                           | IRL                           | NLD                           | NZ Heat.                      | SUE Heat.                     | Álbum        |
| ------------------------------------------------------------------ | ---- | ----------------------------- | ----------------------------- | ----------------------------- | ----------------------------- | ----------------------------- | ------------ |
| "Like to Be You" (Shawn Mendes com participação de Julia Michaels) | 2018 | 78                            | 69                            | 53                            | 4                             | 6                             | Shawn Mendes |

## Outras aparições
| Título                                                | Ano  | Artista(s)     | Álbum                  | Créditos                |
| ----------------------------------------------------- | ---- | -------------- | ---------------------- | ----------------------- |
| "Invincible"                                          | 2014 | Borgeous       | Single sem álbum       | Vocalista não-creditada |
| "Wildfire"                                            | 2014 | Borgeous       | Single sem álbum       | Vocalista não-creditada |
| "Surrender"                                           | 2014 | Cash Cash      | Blood, Sweat & 3 Years | Vocalista não-creditada |
| "They Don't Know Us"                                  | 2015 | Borgeous       | Single sem álbum       | Vocalista não-creditada |
| "Straight Into the Fire"                              | 2015 | Zedd           | True Colors            | Vocalista não-creditada |
| "Daisy"                                               | 2015 | Zedd           | True Colors            | Vocalista não-creditada |
| "Trade Hearts" (com participação de Julia Michaels)   | 2015 | Jason Derulo   | Everything Is 4        | Artista convidada       |
| "Are You"                                             | 2018 | Julia Michaels | Fifty Shades Freed     | Artista principal       |
| "Like to Be You" (com participação de Julia Michaels) | 2018 | Shawn Mendes   | Shawn Mendes           | Artista convidada       |

## Vídeos musicais
| Título                                                         | Ano  | Diretor(es)     | Ref.   |
| -------------------------------------------------------------- | ---- | --------------- | ------ |
| "Issues"                                                       | 2017 | Tabitha Denholm | [ 52 ] |
| "Uh Huh"                                                       | 2017 | Emil Nava       | [ 53 ] |
| "I Miss You" (Clean Bandit com participação de Julia Michaels) | 2017 | Clean Bandit    | [ 54 ] |
| "Heaven"                                                       | 2018 | Sophie Muller   | [ 55 ] |

## Créditos de composição
| Título                                                                             | Ano  | Artista(s)          | Álbum                             | Créditos                             | Escrita com |
| ---------------------------------------------------------------------------------- | ---- | ------------------- | --------------------------------- | ------------------------------------ | --- |
| "Fire Starter"                                                                     | 2013 | Demi Lovato         | Demi                              | Co-escritora                         | Jarrad Rogers, Lindy Robbins |
| "Miss Movin' On"                                                                   | 2013 | Fifth Harmony       | Better Together                   | Co-escritora                         | Mitch Allan, Jason Evigan, Lindy Robbins |
| "Break Out"                                                                        | 2013 | Scott Stapp         | Proof of Life                     | Co-escritora                         | Scott Stapp, Mitch Allan |
| "Slow Down"                                                                        | 2013 | Selena Gomez        | Stars Dance                       | Co-escritora                         | Lindy Robbins, Niles Hollowell-Dahr, David Kuncio, Freddy Wexler |
| "Undercover"                                                                       | 2013 | Selena Gomez        | Stars Dance                       | Co-escritora                         | Niles Hollowell-Dahr, Lindy Robbins, Rome Ramirez |
| "Surrender"                                                                        | 2014 | Cash Cash           | Blood, Sweat & 3 Years            | Co-escritora                         | Samuel Frisch, Alexander Makhlouf, Jean Paul Makhlouf, Tal Meltzer, Jonas Patterson, Lindy Robbins, Linus Wiklund |
| "I Got You"                                                                        | 2014 | Cimorelli           | Renegade                          | Co-escritora                         | David Gamson, Joleen Belle |
| "Run"                                                                              | 2014 | Nicole Scherzinger  | Big Fat Lie                       | Co-escritora                         | Justin Tranter, Felix Snow |
| "Don't Talk About Love"                                                            | 2014 | G.R.L.              | G.R.L. EP                         | Co-escritora                         | Jason Evigan, Mitch Allan, Lindy Robbins |
| "I Dare You"                                                                       | 2015 | Bea Miller          | Not an Apology                    | Co-escritora                         | Mitch Allan, Christopher Sernel |
| "Force of Nature"                                                                  | 2015 | Bea Miller          | Not an Apology                    | Co-escritora                         | Ashley Gorley, Andrew Harr, Jermaine Jackson |
| "Kingdom Come" (com participação de Iggy Azalea)                                   | 2015 | Demi Lovato         | Confident                         | Co-escritora                         | Demetria Lovato, Steve McCutcheon, Amethyst Kelly |
| "Waitin for You" (com participação de Sirah)                                       | 2015 | Demi Lovato         | Confident                         | Co-escritora                         | Demetria Lovato, Jason Evigan, Steve McCutcheon, Sara Mitchell |
| "Love Myself"                                                                      | 2015 | Hailee Steinfeld    | Haiz EP                           | Co-escritora                         | Mattias Larsson, Robin Fredriksson, Oscar Holter, Justin Tranter |
| "You're Such A"                                                                    | 2015 | Hailee Steinfeld    | Haiz EP                           | Co-escritora                         | Mattias Larsson, Robin Fredriksson, Justin Tranter |
| "Rock Bottom" (solo / com participação de DNCE)                                    | 2015 | Hailee Steinfeld    | Haiz EP                           | Co-escritora                         | Mattias Larsson, Robin Fredriksson, Justin Tranter |
| "Hell Nos and Headphones"                                                          | 2015 | Hailee Steinfeld    | Haiz EP                           | Co-escritora                         | Mattias Larsson, Robin Fredriksson, Justin Tranter |
| "Sorry"                                                                            | 2015 | Justin Bieber       | Purpose                           | Co-escritora                         | Justin Bieber, Justin Tranter, Michael Tucker, Sonny Moore |
| "The Feeling" (com participação de Halsey)                                         | 2015 | Justin Bieber       | Purpose                           | Co-escritora                         | Justin Bieber, Edward Christopher Sheeran, Clarence Coffee Jr., Sarah Hudson, Sonny Moore, Ian Kirkpatrick |
| "War Paint"                                                                        | 2015 | Kelly Clarkson      | Piece by Piece                    | Co-escritora                         | Joleen Belle, Nolan Lambroza |
| "Love Me or Leave Me"                                                              | 2015 | Little Mix          | Get Weird                         | Co-escritora                         | Matthew Radosevich, Shane Stevens |
| "Area Code"                                                                        | 2015 | Nick Jonas          | Nick Jonas X2                     | Co-escritora                         | Nicholas Jonas, Ian Kirkpatrick, Nolan Lambroza, Sean Douglas, Simon Wilcox |
| "That's How You Know" (com participação de Kid Ink e Bebe Rexha)                   | 2015 | Nico & Vinz         | Catastrophe EP                    | Co-escritora                         | Vincent Dery, Brian Collins, Kahouly Sereba |
| "Touch"                                                                            | 2015 | Pia Mia             | Single sem álbum                  | Co-escritora                         | Pia Perez, Justin Tranter, Mikkel Eriksen, Tor Hermansen, Michael Tucker |
| "Poison"                                                                           | 2015 | Rita Ora            | Single sem álbum                  | Co-escritora                         | Kate Nash, Nolan Lambroza |
| "Good for You" (solo / com participação de ASAP Rocky)                             | 2015 | Selena Gomez        | Revival                           | Co-escritora                         | Selena Gomez, Justin Tranter, Nicholas Monson, Nolan Lambroza, Rakim Mayers, Hector Delgado |
| "Revival"                                                                          | 2015 | Selena Gomez        | Revival                           | Co-escritora                         | Selena Gomez, Timothy Price, Chauncey Hollis, Justin Tranter, Adam Schmalholz |
| "Hands to Myself"                                                                  | 2015 | Selena Gomez        | Revival                           | Co-escritora                         | Selena Gomez, Justin Tranter, Mattias Larsson, Robin Fredriksson, Karl Sandberg |
| "Sober"                                                                            | 2015 | Selena Gomez        | Revival                           | Co-escritora                         | Chloe Angelides, Jacob Kasher Hindlin, Mikkel Eriksen, Tor Hermansen |
| "Me & the Rhythm"                                                                  | 2015 | Selena Gomez        | Revival                           | Co-escritora                         | Selena Gomez, Justin Tranter, Mattias Larsson, Robin Fredriksson |
| "Body Heat"                                                                        | 2015 | Selena Gomez        | Revival                           | Co-escritora                         | Selena Gomez, Timothy Price, Chauncey Hollis, Justin Tranter, adam Schmalholz |
| "Nobody"                                                                           | 2015 | Selena Gomez        | Revival                           | Co-escritora                         | Selena Gomez, Shane Stevens, Nicholas Monson |
| "Perfect"                                                                          | 2015 | Selena Gomez        | Revival                           | Co-escritora                         | Selena Gomez, Justin Tranter, Felix Snow |
| "Papercut" (com participação de Troye Sivan)                                       | 2015 | Zedd                | True Colors                       | Co-escritora                         | Anton Zaslavski, Samuel Martin, Lindy Robbins, Jason Evigan, Austin Paul Flores |
| "Straight into the Fire"                                                           | 2015 | Zedd                | True Colors                       | Vocalista não-creditada/Co-escritora | Anton Zaslavski, Samuel Martin, Lindy Robbins, Mark Nilan Jr. |
| "Daisy"                                                                            | 2015 | Zedd                | True Colors                       | Vocalista não-creditada/Co-escritora | Anton Zaslavski, Andreas Schuller, Jason Evigan, Danny Parker |
| "Hurts So Good"                                                                    | 2016 | Astrid S            | Astrid S EP                       | Co-escritora                         | Lindy Robbins, Thomas Meredith, Marco Borerro |
| "Home Alone"                                                                       | 2016 | Ansel Elgort        | Single sem álbum                  | Co-escritora                         | Ansel Elgort, Kyle Trewartha, Thomas Norris |
| "Invitation"                                                                       | 2016 | Britney Spears      | Glory                             | Co-escritora                         | Britney Spears, Justin Tranter, Nicholas Monson |
| "Do You Wanna Come Over?"                                                          | 2016 | Britney Spears      | Glory                             | Co-escritora                         | Mattias Larsson, Robin Fredriksson, Justin Tranter, Sandy Chila |
| "Slumber Party" (solo / com participação de Tinashe)                               | 2016 | Britney Spears      | Glory                             | Co-escritora                         | Mattias Larsson, Robin Fredriksson, Justin Tranter |
| "Just Like Me"                                                                     | 2016 | Britney Spears      | Glory                             | Co-escritora                         | Britney Spears, Justin Tranter, Nicholas Monson |
| "Better"                                                                           | 2016 | Britney Spears      | Glory                             | Co-escritora                         | Britney Spears, Justin Tranter, Michael Tucker |
| "Change Your Mind (No Seas Cortes)"                                                | 2016 | Britney Spears      | Glory                             | Co-escritora                         | Mattias Larsson, Robin Fredriksson, Justin Tranter |
| "Carry Me" (com participação de Julia Michaels)                                    | 2016 | Kygo                | Cloud Nine                        | Artista convidada/Co-escritora       | Kyrre Gorvell-Dahll, Justin Tranter |
| "All in My Head (Flex)" (com participação de Fetty Wap)                            | 2016 | Fifth Harmony       | 7/27                              | Co-escritora                         | Mikkel Eriksen, Tor Hermansen, Benjamin Levin, Brian Garcia, Daystar Peterson, Nolan Lambroza, Willie Maxwell II, Ewart Brown, Clifton Dillon, Richard Foulks, Herbert Harris, LeRoy Romans, Lowell Dunbar, Brian Thompson, Handel Tucker |
| "Dope"                                                                             | 2016 | Fifth Harmony       | 7/27                              | Co-escritora                         | Jack Antonoff, Justin Tranter |
| "Used to Love You"                                                                 | 2016 | Gwen Stefani        | This Is What the Truth Feels Like | Co-escritora                         | Gwen Stefani, Justin Tranter, Joathan Reuven Rotem, Teal Douville |
| "Make Me Like You"                                                                 | 2016 | Gwen Stefani        | This Is What the Truth Feels Like | Co-escritora                         | Gwen Stefani, Justin Tranter, Mattias Larsson, Robin Fredriksson |
| "Misery"                                                                           | 2016 | Gwen Stefani        | This Is What the Truth Feels Like | Co-escritora                         | Gwen Stefani, Justin Tranter, Mattias Larsson, Robin Fredriksson |
| "You're My Favorite"                                                               | 2016 | Gwen Stefani        | This Is What the Truth Feels Like | Co-escritora                         | Gwen Stefani, Justin Tranter, Greg Kurstin |
| "Where Would I Be?"                                                                | 2016 | Gwen Stefani        | This Is What the Truth Feels Like | Co-escritora                         | Gwen Stefani, Justin Tranter, Greg Kurstin |
| "Truth"                                                                            | 2016 | Gwen Stefani        | This Is What the Truth Feels Like | Co-escritora                         | Gwen Stefani, Justin Tranter, Mattias Larsson, Robin Fredriksson |
| "Send Me a Picture"                                                                | 2016 | Gwen Stefani        | This Is What the Truth Feels Like | Co-escritora                         | Gwen Stefani, Justin Tranter, Greg Kurstin |
| "Asking 4 It" (com participação de Fetty Wap)                                      | 2016 | Gwen Stefani        | This Is What the Truth Feels Like | Co-escritora                         | Gwen Stefani, Justin Tranter, Mikkel Eriksen, Tor Hermansen, Willie Maxwell II |
| "Me Without You"                                                                   | 2016 | Gwen Stefani        | This Is What the Truth Feels Like | Co-escritora                         | Gwen Stefani, Justin Tranter, Jonathan Reuven Rotem |
| "Rare"                                                                             | 2016 | Gwen Stefani        | This Is What the Truth Feels Like | Co-escritora                         | Gwen Stefani, Justin Tranter, Greg Kurstin |
| "Rocket Ship"                                                                      | 2016 | Gwen Stefani        | This Is What the Truth Feels Like | Co-escritora                         | Gwen Stefani, Justin Tranter, Jonathan Reuven Rotem, Teal Douville |
| "Getting Warmer"                                                                   | 2016 | Gwen Stefani        | This Is What the Truth Feels Like | Co-escritora                         | Gwen Stefani, Justin Tranter, Jonathan Reuven Rotem, Michael Green |
| "Handwritten"                                                                      | 2016 | Tini                | Tini                              | Co-escritora                         | Shelly Peiken, David Gamson |
| "Lo que tu alma escribe"                                                           | 2016 | Tini                | Tini                              | Co-escritora                         | Shelly Peiken, David Gamson |
| "Close" (com participação de Tove Lo)                                              | 2016 | Nick Jonas          | Last Year Was Complicated         | Co-escritora                         | Mattias Larsson, Robin Fredriksson, Justin Tranter, Tove Ebba Nilsson |
| "Chainsaw"                                                                         | 2016 | Nick Jonas          | Last Year Was Complicated         | Co-escritora                         | Nicholas Jonas, Nolan Lambroza, Simon Wilcox, Sean Douglas |
| "In the Dark"                                                                      | 2016 | Olivia Holt         | Olivia EP                         | Co-escritora                         | Lindy Robbins, Jintae Ko, Tanner Underwood |
| "What You Do To Me"                                                                | 2016 | John Legend         | Darkness and Light                | Co-escritora                         | John Stephens, Blake Mills, Matthew Sweeney, Justin Tranter, Michael Tucker |
| "Surefire"                                                                         | 2016 | John Legend         | Darkness and Light                | Co-escritora                         | John Stephens, Blake Mills, William Oldham, Ludwig Goransson |
| "Back to Beautiful"                                                                | 2017 | Sofia Carson        | Single sem álbum                  | Co-escritora                         | Alan Walker, Justin Tranter, Mikkel Eriksen, Gunnar Pettersen, Anders Froen, Tor Hermansen, Jesper Borgen |
| "Heavy" (com participação de Kiiara)                                               | 2017 | Linkin Park         | One More Light                    | Co-escritora                         | Chester Bennington, Michael Shinoda, Bradford Delson, Justin Tranter |
| "I Can't Breathe"                                                                  | 2017 | Bea Miller          | Aurora                            | Co-escritora                         | Beatrice Miller, James Wong |
| "Dive"                                                                             | 2017 | Ed Sheeran          | ÷                                 | Co-escritora                         | Edward Christopher Sheeran, Benjamin Levin |
| "One Mississippi"                                                                  | 2017 | Zara Larsson        | So Good                           | Co-escritora                         | Frederik Ball |
| "Electric Touch"                                                                   | 2017 | Arizona             | Gallery                           | Co-escritora                         | Zachary Hannah, Nathaniel Esquite, David Lebuguen |
| "Truce"                                                                            | 2017 | Lea Michele         | Places                            | Co-escritora                         | Joleen Belle, Stephan Moccio |
| "When a Woman"                                                                     | 2017 | Shakira             | El dorado                         | Co-escritora                         | Shakira Ripoll, Kurtis McKenzie, Jonathan Mills, Mangus August Hoiberg, Justin Tranter |
| "Hate That You Know Me"                                                            | 2017 | Bleachers           | Gone Now                          | Co-escritora                         | Jack Antonoff |
| "How Did We"                                                                       | 2017 | Skylar Stecker      | Single sem álbum                  | Co-escritora                         | Jussi Karvinen, Justin Tranter |
| "Wanna Know Love"                                                                  | 2017 | Jasmine Thompson    | Wonderland EP                     | Co-escritora                         | Michael Tucker, Justin Tranter |
| "Words"                                                                            | 2017 | Jasmine Thompson    | Wonderland EP                     | Co-escritora                         | Jasmine Thompson, Justin Tranter, Oscar Gorres, Oscar Holter |
| "Bad Liar"                                                                         | 2017 | Selena Gomez        | Single sem álbum                  | Co-escritora                         | Selena Gomez, Justin Tranter, Ian Kirkpatrick, David Byrne, Christopher Frantz, Tina Weymouth |
| "Party's Over"                                                                     | 2017 | Astrid S            | Party's Over EP                   | Co-escritora                         | Louis Schoorl, Marco Borerro, Ashley Gorley |
| "Either Way" (com Anne-Marie e participação de Joey Badass)                        | 2017 | Snakehips           | ASA                               | Co-escritora                         | James David, Warren "Oak" Felder, Oliver Dickenson, Jo-Vaughn Scott |
| "Friends" (com Justin Bieber / com Justin Bieber e participação de Julia Michaels) | 2017 | BloodPop            | Single sem álbum                  | Artista convidada/Co-escritora       | Justin Bieber, Michael Tucker, Justin Tranter |
| "Ins and Outs"                                                                     | 2017 | Sofia Carson        | Single sem álbum                  | Co-escritora                         | Justin Tranter, Jason Evigan |
| "Drew Barrymore"                                                                   | 2017 | Bryce Vine          | ASA                               | Co-escritora                         | Bryce Johnson, Nolan Lambroza, Jonathan Clark |
| "Like You Mean It" (com participação de Rhys)                                      | 2017 | Robin Schulz        | Uncovered                         | Co-escritora                         | Robin Schulz, Justin Tranter, Jurgen Dohr, Dennis Bierbrodt, Guido Kramer, Mason Levy, Stefan Dabruck |
| "Lips on You"                                                                      | 2017 | Maroon 5            | Red Pill Blues                    | Co-escritora                         | Adam Levine, Charlie Puth, Jacob Kasher Hindlin, Jason Evigan |
| "Repercussions"                                                                    | 2017 | Bea Miller          | Aurora                            | Co-escritora                         | Beatrice Miller, Jesse Shatkin, Justin Tranter |
| "Skateboard"                                                                       | 2017 | Jacob Sartorius     | Left Me Hangin'                   | Co-escritora                         | Ian Kirkpatrick |
| "Barbies"                                                                          | 2017 | P!nk                | Beautiful Trauma                  | Co-escritora                         | Alecia Moore, Ross Golan, Jakob Jerlstrom, Ludwig Soderberg |
| "For Now"                                                                          | 2017 | P!nk                | Beautiful Trauma                  | Co-escritora                         | Alecia Moore, Mattias Larsson, Robin Fredriksson, Karl Sandberg |
| "Hearts"                                                                           | 2017 | Jessie Ware         | Glasshouse                        | Co-escritora                         | Jessica Ware, Benjamin Levin, Benjamin Ash |
| "I Miss You" (com participação de Julia Michaels)                                  | 2017 | Clean Bandit        | ASA                               | Artista convidada/Co-escritora       | Jack Patterson, Grace Chatto |
| "Parallel Line"                                                                    | 2018 | Keith Urban         | Graffiti U                        | Co-escritora                         | Edward Sheeran, Benjamin Levin, Johnny McDaid, Amy Wadge, Chris Martin, Guy Berryman, Jonny Buckland, Will Champion, Mikkel Eriksen, Tor Hermansen                                                                                        |
| "Make Me Feel"                                                                     | 2018 | Janelle Monáe       | Dirty Computer                    | Co-escritora                         | Janelle Monae, Mattias Larsson, Robin Fredriksson, Justin Tranter |
| "Sink In"                                                                          | 2018 | Amy Shark           | Love, Simon: OST                  | Co-escritora                         | Benjamin Berger, Ryan McMahon |
| "Coming Home" (com participação de Julia Michaels)                                 | 2018 | Keith Urban         | Graffiti U                        | Artista convidada/Co-escritora       | Keith Urban, Jonathan Reuven Rotem, Nicolle Galyon, Merle Haggard |
| "2002"                                                                             | 2018 | Anne-Marie          | Speak Your Mind                   | Co-escritora                         | Anne-Marie Nicholson, Steve McCutcheon, Edward Sheeran, Benjamin Levin |
| "Way Too Long"                                                                     | 2018 | Keith Urban         | Graffiti U                        | Co-escritora                         | Oscar Holter, Nathaniel Ruess |
| "Gemini"                                                                           | 2018 | Keith Urban         | Graffiti U                        | Co-escritora                         | Keith Urban, Justin Tranter, Ian Kirkpatrick |
| "Going Going Gone"                                                                 | 2018 | Maddie Poppe        | ASA                               | Co-escritora                         | Lindy Robbins, Mitch Allan |
| "Nervous"                                                                          | 2018 | Shawn Mendes        | Shawn Mendes                      | Co-escritora                         | Shawn Mendes, Scott Friedman |
| "Like to Be You" (com participação de Julia Michaels)                              | 2018 | Shawn Mendes        | Shawn Mendes                      | Artista convidada/Co-escritora       | Shawn Mendes, Scott Friedman |
| "Right Moves" (com participação de Keida & Shenseea)                               | 2018 | Christina Aguilera  | Liberation                        | Co-escritora                         | Christina Aguilera, Marcos Palakios, Bryan Nelson, Justin Tranter, Taylor Parks, Makeida Beckford, Chinsea Lee |
| "Deserve"                                                                          | 2018 | Christina Aguilera  | Liberation                        | Co-escritora                         | Uzoechi Emenike |
| "If Walls Could Talk"                                                              | 2018 | 5 Seconds of Summer | Youngblood                        | Co-escritora                         | Calum Hood, Aston Irwin, Justin Tranter, Nolan Lambroza |
| "Hallelujah"                                                                       | 2018 | Years & Years       | Palo Santo                        | Co-escritora                         | Olly Alexander, Greg Kurstin, Michael Goldsworthy, Justin Tranter |
| "Preacher"                                                                         | 2018 | Years & Years       | Palo Santo                        | Co-escritora                         | Olly Alexander, Jesse Shatkin, Justin Tranter |
| "Walk My Way"                                                                      | 2018 | Brynn Cartelli      | Single sem álbum                  | Co-escritora                         | Justin Tranter, Nicholas Monson |